# Abades

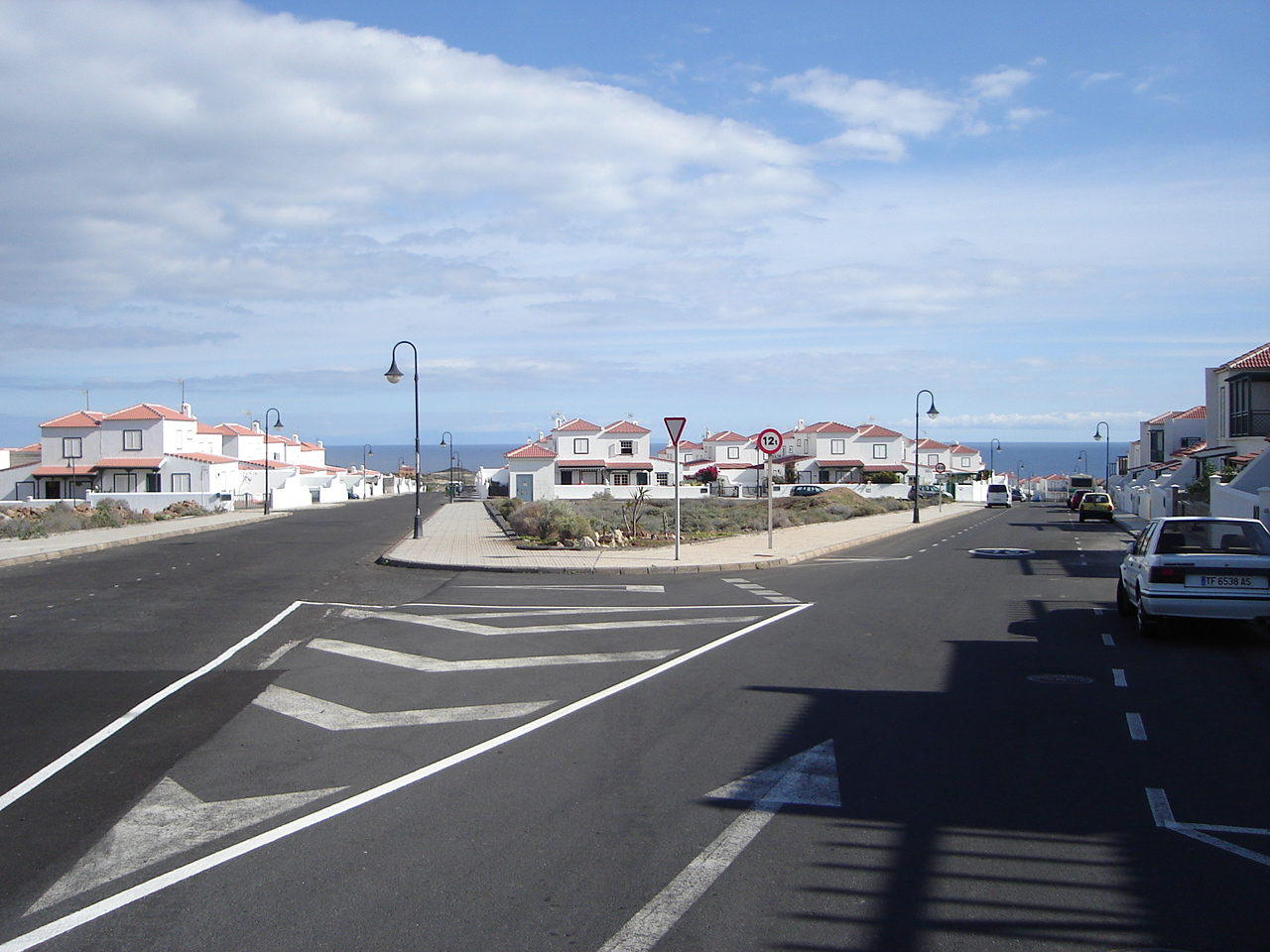
Ortseingang von Abades

Abades ist ein Ort an der Südostküste Teneriffas in der Gemeinde Arico, zwischen Poris de Abona und La Jaca, der in den 1940er Jahren als Leprastation gegründet wurde.

## Geschichte

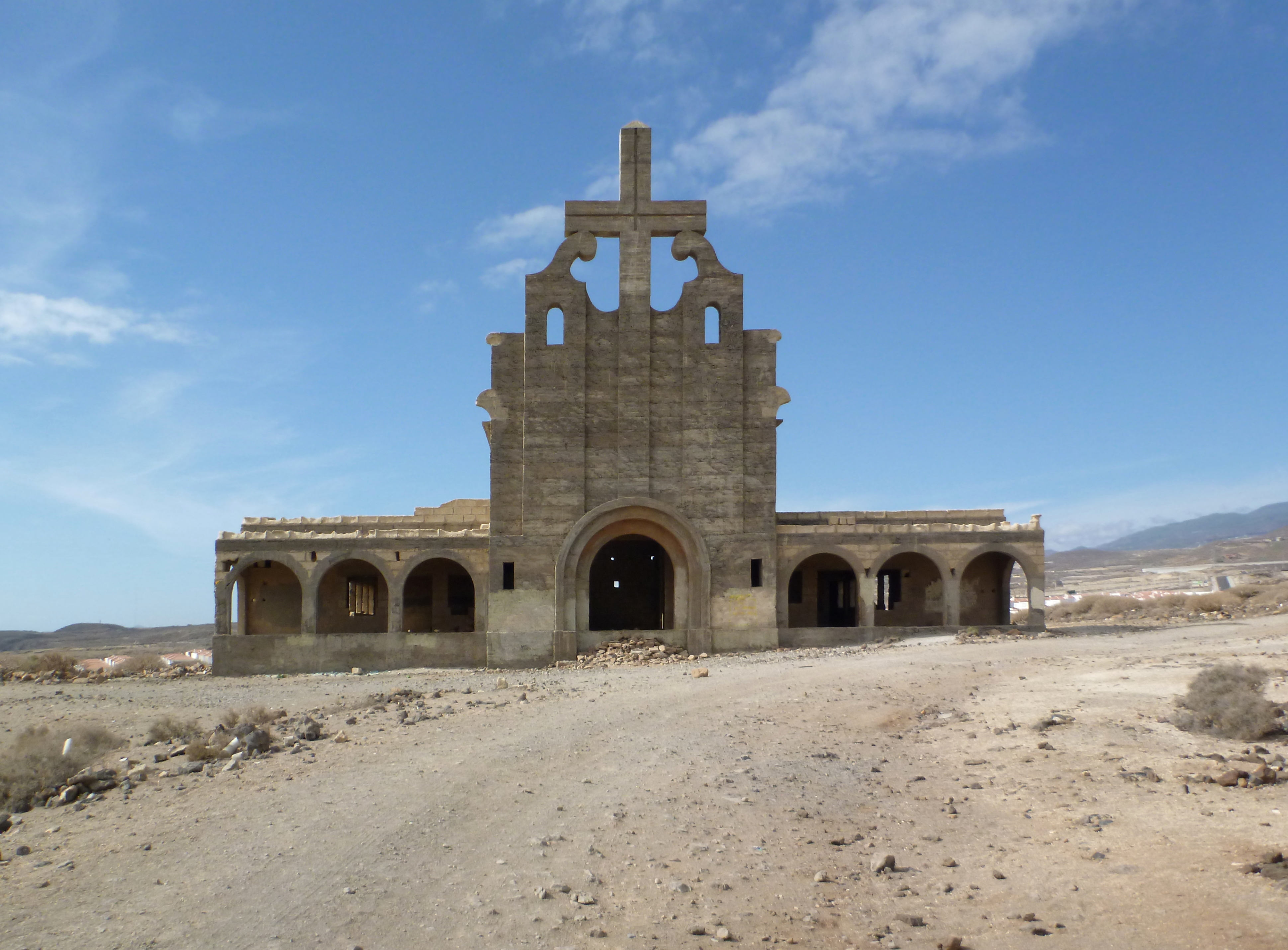
Kirche des ehemaligen „Sanatorio de Abona“, der Leprastation von Abades

Lepra wurde erst spät als eine schwere Erkrankung auf der Insel erkannt. Die erste Leprastation wurde im Norden der Insel, wo die Mehrheit der Bevölkerung lebte, errichtet. Die Leichen entsorgte man, bis zum Bau eines Krematoriums, indem man sie in der Nähe von Santa Cruz ins Meer warf. Im Jahr 1943 wurde auf dem Hügel auf Abades ein komplettes Dorf, „Sanatorio de Abona“, als Leprastation geplant und angefangen. Man zahlte für das Gebiet 144.000 Peseten an den Inhaber Don Ramon Peraza y Perez. Der Vertrag wurde am 5. Februar 1944 beim Notar Lorenzo Martinez Fuset abgezeichnet. In dem Dorf befinden sich ein Krankenhaus, ein Krematorium, viele Bungalows, administrative Gebäude mit Meerblick, und eine Kirche im Franco-typischen Stil mit einem großen Kreuz auf der Spitze, welches schon von sehr weit weg zu erkennen ist, insbesondere von der Autobahn aus.
Mit neuen Behandlungsmethoden wurde auf den Kanarischen Inseln die Lepra fast vollständig ausgerottet, und somit dieses Projekt nie beendet. Bis zu dem Zeitpunkt wurden etwa 11 Millionen Peseten investiert. Heute ähnelt es einer Geisterstadt. Die Leprastation wurde zu militärischem Gebiet erklärt und bis zum Jahr 2000 vom 49. Infanterieregiment Teneriffa für die Ausbildung im Häuserkampf genutzt. Im Jahr 2002 wurde das gesamte Areal an italienische Investoren verkauft.
Die Kirche ist immer noch in einem guten Zustand, und Anhänger des heiligen Lazarus, dem Schutzpatron der Leprakranken, schmücken den Altarbereich regelmäßig mit frischen Blumen.
Abades ist das Ergebnis einer relativ neuen Entwicklung: Frühere Dörfer sind in den Bergen angesiedelt. Dort war es durch die Wälder wesentlich leichter an Wasser zu gelangen, und teilweise wurden tiefe Stollen in den Berg getrieben, um das kostbare Gut zu gewinnen. Die ehemalige Hauptstraße verbindet seitdem sämtliche Dörfer.
1978, mit der Eröffnung des Flughafens Reina Sofia und der Verbindung über die Autobahn TF-1, war ein wichtiges Jahr für die Entwicklung in diesem Gebiet. Der Ort „Los Abriguitos“ (Die kleinen Unterkünfte) wurde unterhalb der Leprastation „Sanatorio de Abona“ gegründet, und viele einfache Holzhütten wurden errichtet um einheimische „Touristen“, also die Einheimischen aus den Bergen, die das Wochenende am Meer verbringen wollten, zu beherbergen. Im Jahr 1986 wurde das Abades-Projekt in Angriff genommen. Alle Holzhütten fielen einer geplanten Massenverbrennung zum Opfer und eine massive Mauer aus Stein wurde am Meer errichtet. 1987 wurde die Kapelle errichtet. 1988 bekam die Autobahnausfahrt 46 ihre derzeitige Form, und 1993 wurden Straßen asphaltiert und der Tennisplatz sowie der kleine Park fertiggestellt.

### Namensentwicklung
- Leprastation: Sanatorio de Abona
- 1978–1986: Los Abriguitos
- Seit 1986: Abades

## Bevölkerung
Ein großer Teil der mehr als 760 kleinen weißen Bungalows befindet sich im Besitz von Tinerfeños, den Einheimischen Teneriffas, welche selbst den durch die Wälder bedingten klimatisch feuchteren Norden bevorzugen. Weitere sind Eigentum deutscher Touristen. Viele dieser Bungalows stehen als Mietobjekte zur Verfügung, sowohl tageweise als auch für Langzeiturlauber. Die Bauweise der meisten Bungalows ähnelt sich sehr.

## Tourismus

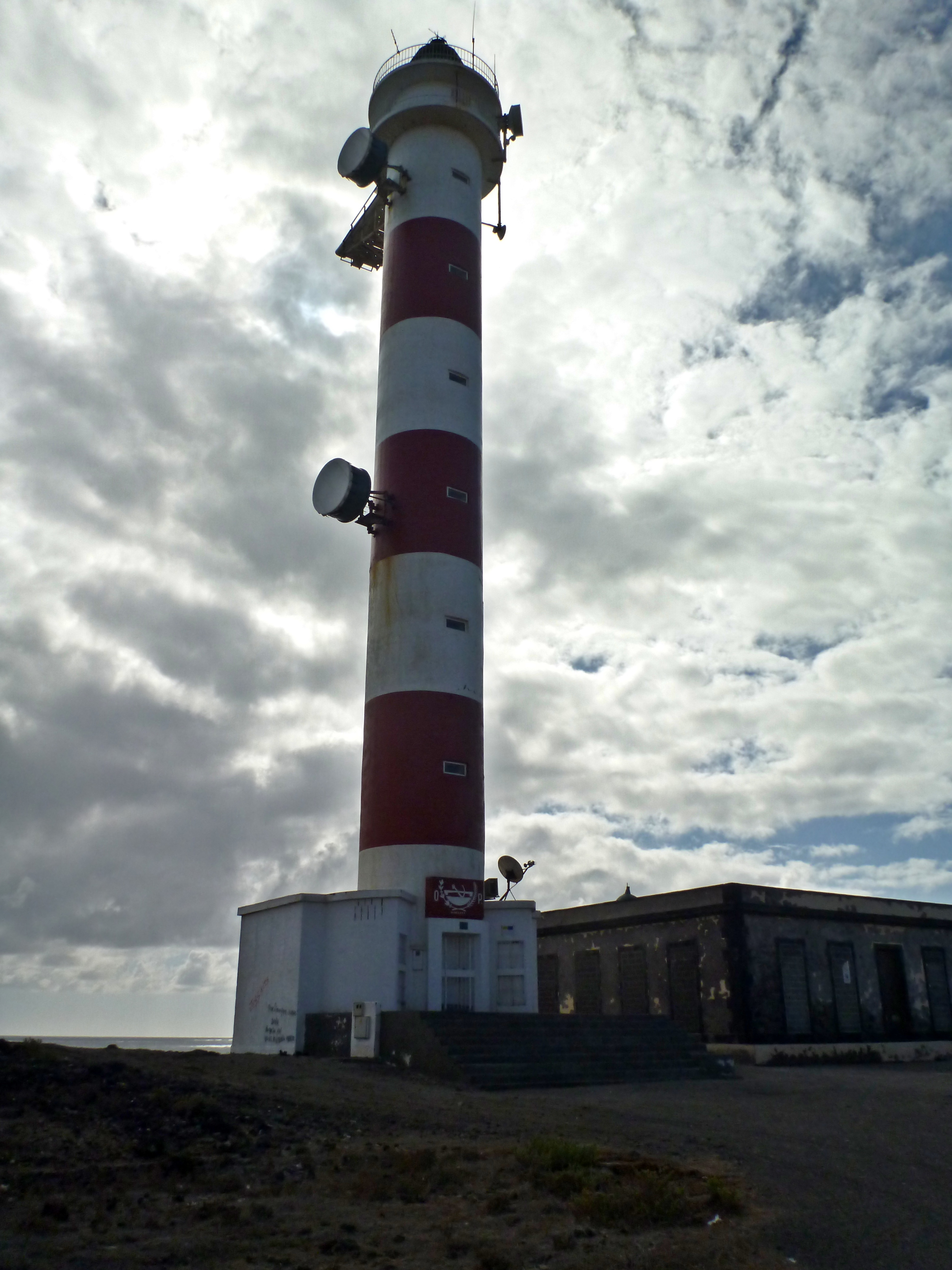
Leuchtturm Faro de punta abona, an der Küste bei Abades

Abades ist in den Wintermonaten ein sehr ruhiger Ort, wird aber an warmen Wochenenden und in der Ferienzeit zu einer Anlaufstelle für Einheimische. Mehrere Bars und Restaurants liegen in dem kleinen Zentrum in unmittelbarer Strandnähe, außerdem mehrere Läden und eine Tauchschule. In dem bereits fertiggestellten neuen Komplex am Westende des Dorfes ist ein Ausbau der gastronomischen und touristischen Infrastruktur geplant. Der Zugang zum Strand ist behindertengerecht. Eine kleine angrenzende Bucht wird als FKK-Gebiet genutzt. An der Küste nördlich von Abades befindet sich der Leuchtturm Faro de Punta Abona, der mit einer Höhe von 39 Metern gut vom Ort sichtbar ist.

## Verkehrsanbindung
Abades ist im Westen an die Autobahn TF-1 angebunden. Die Buslinie 111 verbindet Abades mit dem Gebiet von Los Cristianos und Las Américas im Süden sowie mit Santa Cruz im Norden. Weitere Buslinien sind die 115 nach Las Galletas, die 116 nach El Médano, und die 341 bis zum Flughafen Süd.